# Dipartimenti della Colombia

Dipartimenti della Colombia

I dipartimenti della Colombia (in spagnolo: departamentos, sing. Departamento) costituiscono la suddivisione territoriale di primo livello del Paese e sono pari a 32; ad essi è equiordinato il distretto della capitale, Bogotà (Distrito Capital de Bogotá, già Distrito Capital de Santa Fe de Bogotá).
Ciascun dipartimento comprende a sua volta più comuni.

## Profili istituzionali

Evoluzione delle suddivisioni amministrative colombiane dal 1810 a oggi

Ogni dipartimento è guidato da un governatore (gobernador) ed un'assemblea dipartimentale (Asamblea Departamental) eletta a suffragio universale con un mandato di 4 anni. Il governatore non può essere rieletto.
L'attuale configurazione risale al 5 luglio 1991 quando è entrata in vigore la nuova Costituzione che ha abolito le precedenti suddivisioni (dipartimenti, commissariati, intendenze e distretti speciali) per dare un'uniformità politica alla geografia e all'amministrazione dello Stato.

## Lista
| Localizzazione | Stemma | Dipartimento                             | Capoluogo             | Popolazione (2005) | Superficie (km²) |
| -------------- | ------ | ---------------------------------------- | --------------------- | ------------------ | ---------------- |
|                |        | Amazonas                                 | Leticia               | 67 726             | 109 665          |
|                |        | Antioquia                                | Medellín              | 5 682 276          | 63 612           |
|                |        | Arauca                                   | Arauca                | 232 118            | 23 818           |
|                |        | Atlántico                                | Barranquilla          | 2 166 156          | 3 388            |
|                |        | Bolívar                                  | Cartagena             | 1 878 993          | 25 978           |
|                |        | Boyacá                                   | Tunja                 | 1 255 311          | 23 189           |
|                |        | Caldas                                   | Manizales             | 968 740            | 7 888            |
|                |        | Caquetá                                  | Florencia             | 420 337            | 88 965           |
|                |        | Casanare                                 | Yopal                 | 295 353            | 44 640           |
|                |        | Cauca                                    | Popayán               | 1 268 937          | 29 308           |
|                |        | Cesar                                    | Valledupar            | 903 279            | 22 905           |
|                |        | Chocó                                    | Quibdó                | 454 030            | 46 530           |
|                |        | Córdoba                                  | Montería              | 1 467 929          | 25 020           |
|                |        | Cundinamarca                             | Bogotà                | 2 280 037          | 22 478           |
|                |        | Guainía                                  | Inírida               | 35 230             | 72 238           |
|                |        | Guaviare                                 | San José del Guaviare | 95 551             | 42 327           |
|                |        | Huila                                    | Neiva                 | 1 011 418          | 19 890           |
|                |        | La Guajira                               | Riohacha              | 681 575            | 20 848           |
|                |        | Magdalena                                | Santa Marta           | 1 149 917          | 23 188           |
|                |        | Meta                                     | Villavicencio         | 783 168            | 85 635           |
|                |        | Nariño                                   | Pasto                 | 1 541 956          | 33 268           |
|                |        | Norte de Santander                       | Cúcuta                | 1 243 975          | 21 658           |
|                |        | Putumayo                                 | Mocoa                 | 310 132            | 24 885           |
|                |        | Quindío                                  | Armenia               | 534 552            | 1 845            |
|                |        | Risaralda                                | Pereira               | 897 509            | 4 140            |
|                |        | San Andrés, Providencia e Santa Catalina | San Andrés            | 70 554             | 44               |
|                |        | Santander                                | Bucaramanga           | 1 957 789          | 30 537           |
|                |        | Sucre                                    | Sincelejo             | 772 010            | 10 917           |
|                |        | Tolima                                   | Ibagué                | 1 365 342          | 23 562           |
|                |        | Valle del Cauca                          | Cali                  | 4 161 425          | 22 140           |
|                |        | Vaupés                                   | Mitú                  | 39 279             | 65 268           |
|                |        | Vichada                                  | Puerto Carreño        | 55 872             | 100 242          |
|                |        | Distrito Capital                         | -                     | 6 840 116          | 1 732            |

I dati relativi alla popolazione derivano da stime elaborate sulla base delle risultanze del censimento del 2005.